# 埃斯塔马留
埃斯塔马留，是西班牙加泰罗尼亚莱里达省的一个市镇。 总面积21平方公里，总人口128人（2001年），人口密度6人/平方公里。